# Монумент основания Трудовой партии Кореи
Монумент основания Трудовой партии Кореи (кор. 당창건기념탑?, 黨創建記念塔?) — памятник в Пхеньяне, столице КНДР, воздвигнутый в честь основания правящей партии КНДР 10 октября 1945 года. Открытие монумента, состоявшееся в октябре 1995 года, было приурочено к 50-летию основания партии. Является единственным в мире памятником политической партии.
Монумент основания Трудовой партии Кореи расположен в Пхеньяне на улице Мунсу и занимает площадь 250 тыс. м². Памятник является составной частью архитектурно-паркового ансамбля. Монумент представляет собой сооружение, состоящее из трёх 50-метровых башен в форме рук, держащих молот, серп и кисть. Данные три элемента композиции символизируют три социальных слоя, опора на которые декларируется Трудовой партией Кореи: рабочий класс, крестьянство и интеллигенцию.
В основе монумента лежит круглый фундамент диаметром 70 м. Башни соединены друг с другом конструкцией в виде кольца диаметром 50 и толщиной около 8 м, что символизирует «сплочённость вождя, партии и народа». На этой конструкции размещена надпись «Да здравствует Трудовая партия Кореи, организатор и руководитель всех побед корейского народа». На внутренней стороне кольца находятся три бронзовых барельефа, изображающих историю Трудовой партии.
В память сооружения монумента была выпущена памятная монета номиналом 20 вон.